# 石神戦記
『石神戦記』（いしがみせんき）は、古日向いろはによる日本の漫画作品。『webアクション』（双葉社）にて、2023年2月24日より連載中。2024年12月時点で累計13万部を突破。
3巻発売時にはプロモーションとして石谷春貴氏のナレーションによる作品PVが公開され、テレビCMとしての放映も行われた。

## あらすじ
四方を海に囲まれた島国、『日倭津国』で繰り広げられる和風戦記ファンタジー。主人公・宇迦乃イサザは戦乱の中で出会った"石の民"の女・ヤチホに婚姻を迫られ、彼女と共に故郷奪還を目指すことになる。

## 用語
日倭津国（ひわつくに）
本作の舞台。瑞穂領・江波領・高殿領・布峰領・建倉領および都である五畿からなり、四方を海で囲まれた島国。先王の死後、幼くして王位を継いだ現王ハルギを支持する王太子派と、先王の実弟であるトオギを擁立する王弟派で対立が起きている。瑞穂領は宇迦乃家、江波領は綿津見家、高殿領は目一箇家がそれぞれ領主として各地を治めている。
石の民（いしのたみ）
日倭津国に古くから伝わる御伽噺上の存在とされていた。二本の角が特徴的で、石を自在に操る「石繰り」と呼ばれる異能を持つ。長寿の者であれば1000歳を超えるほど長命である。角を失うと「石繰り」の異能も失うとされている。

## 登場人物

### 瑞穂領
宇迦乃イサザ
本作の主人公。瑞穂領を治める宇迦乃家の次男。絵を描くのが得意で、城下の人々にも慕われている心優しく聡明な少年。兄・サクの婚礼の際に起こった内乱に巻き込まれ、追っ手から逃れる最中にヤチホの封印を解くことになる。異能を操る恐ろしい存在と言い伝えられてきた石の民であるヤチホに対し、先入観だけで接することなく彼女の「家族がほしい」という願いに応えた。戦闘面においてはやや非力ながら、観察力・判断力に優れている。
宇迦乃サク
イサザの兄。18歳。3年前に不慮の事故で両親を亡くし、若くして領主を務めている。自ら兵を率い山賊を討伐するなどの功績から、瑞穂領内のみならず他領からの評価も高い。婚礼襲撃の折に致命傷を負いながらもイサザとミオを逃し、その後は行方知れずとなっている。
ヤチホ
本作のヒロイン。石の民の美しい女性。瑞穂領主の居城である稲見山城の地下に封印されていた。物心つくころには天涯孤独の身であったことから家族に憧れを持っている。そのため、窮地に瀕していたイサザへ手を貸す見返りとして婚姻を迫った。封印される前には"燎原のヤチホ"と呼ばれており、異能を持つ石の民の中でも特に優れた戦闘能力を持つ。
ガンケン
イサザのお目付け役の老臣。瑞穂領から逃亡する際、イサザたちが一時的に身を寄せていた隠れ家はガンケンが定期的に手入れを行っていた。

### 江波領
綿津見ミオ
江波領主・綿津見タイカイの一人娘。江波領と瑞穂領との同盟の証として、サクと政略結婚することになっていた。婚礼襲撃後はイサザと行動を共にしている。優しく温和でありながら非常時には気丈に振る舞う芯の強い女性。三人の兄を持つ末っ子であり、イサザに初めて「義姉上」と呼ばれた時は大層喜んでいた。
綿津見セイガイ
綿津見家の長男。婚礼襲撃と同時期に毒を盛られ伏せっている父のタイカイに代わり、領主名代を務めている。イサザを迎える際には宴を開けない代わりに歓迎の気持ちとして城の庭で摘んだ花を贈った。
綿津見ウシオ
綿津見家の次男。江波軍を取り纏めており、本人も武芸に秀でている。義に篤く実直な性格であるが、礼儀作法に厳しい一面もあり、ヤチホからは「カタブツ」と呼ばれている。
綿津見ミナト
綿津見家の三男。気さくで穏やかな優男だが自由人で、無責任な言動が目立つ人物。交易により国外にツテがあることから、サクからはとある頼み事をされるなど信頼されていた様子もある。
ナギ
ミオの近衛を務める女性剣士。ミオとは幼なじみであり家族同然に育った。ミオのことになると周りが見えなくなる一面もあり、初登場時にはヤチホやガンケンに刀を向ける描写もあった。

### 連合軍
ヒイラギ
元・宇迦乃家家臣。主君である宇迦乃家に対し謀反を起こし、新たな瑞穂領主となった。狡猾でプライドが高く、小心者である。
仮面の者
高殿領からの使者。石の民であるアザミたちと同じ装束を身につけている。

### 石の民
アザミ
石の民の少女。（石の民自体が長命であるため実年齢は不明）石繰りにより石を鳥などの生き物に変化させ操ることを得意としている。戦闘中に自分の角を傷付けたイサザに対し、強い感情を抱いている。
オウテツ
アザミと行動を共にする石の民の男性。石繰りにより石を槌に変化させる戦闘スタイル。苦労人。

## 書誌情報
- 古日向いろは『石神戦記』双葉社〈アクションコミックス〉、既刊5巻（2025年5月29日現在）
  1. 2023年6月15日発売[4]、ISBN 978-4-575-85855-6
  2. 2023年12月21日発売[5]、ISBN 978-4-575-85920-1
  3. 2024年6月20日発売[6]、ISBN 978-4-575-85978-2
  4. 2024年12月26日発売[7]、ISBN 978-4-575-86038-2
  5. 2025年5月29日発売[8]、ISBN 978-4-575-86095-5